# Фудбал за мушкарце на Летњим олимпијским играма 2008.
Фудбал за мушкарце на Олимпијским играма 2008  одржао се у Кини од 7. августа до 24. августа у следећим градовима: Пекингу, Шангају, Тијенђину, Шенјангу и Ћинхуангдао. Турнир у фудбалу је почео дан пре званичног отварања игара 8. августа.
Према одлуци ФИФА на играма су наступили играчи репрезентације U-23 (до 23 године живота), који су имали могућност појачања са три старија играча.
На мушком турниру је играло 16 репрезентација. Репрезентације су биле подељене у четири групе по четири екипе. У групама се играло по једноструком лига систему (свако са сваким једну утакмицу). Две првопласиране екипе из сваке групе пласирале су се у четвртфинале где су унакрсно играли по куп систему једну утакмицу А1:Б2, Б1:А2, Ц1:Д2, Д1:Ц2. Победници ових утакмица су ишли у полуфинале.

## Квалификације
За турнир су се пласирале следеће репрезентације:
| Критеријум квалификација                                                                | Репрезентација   |
| --------------------------------------------------------------------------------------- | ---------------- |
| Земља домаћин                                                                           | Кина             |
| Први и други на Првенству Јужне Америке U-20 2007 од 7 до 28. јануар 2007. у Парагвају. | Бразил           |
| Први и други на Првенству Јужне Америке U-20 2007 од 7 до 28. јануар 2007. у Парагвају. | Аргентина        |
| Европског првенства у фудбалу за играче до 21 године од 10 до 23. јун 2007. у Холандија | Холандија        |
| Европског првенства у фудбалу за играче до 21 године од 10 до 23. јун 2007. у Холандија | Србија           |
| Европског првенства у фудбалу за играче до 21 године од 10 до 23. јун 2007. у Холандија | Белгија          |
| Европског првенства у фудбалу за играче до 21 године од 10 до 23. јун 2007. у Холандија | Италија          |
| Три победника елиминација АФК од 7. фебруара до 21. новембар 2007.                      | Аустралија       |
| Три победника елиминација АФК од 7. фебруара до 21. новембар 2007.                      | Јужна Кореја     |
| Три победника елиминација АФК од 7. фебруара до 21. новембар 2007.                      | Јапан            |
| Два победника квалификација КОНКАКАФ из новембар 2007.                                  | Хондурас         |
| Два победника квалификација КОНКАКАФ из новембар 2007.                                  | Сједињене Државе |
| Три победника Квалификација КАФ од 1. септембар 2006. до 26. март 2008.                 | Обала Слоноваче  |
| Три победника Квалификација КАФ од 1. септембар 2006. до 26. март 2008.                 | Камерун          |
| Три победника Квалификација КАФ од 1. септембар 2006. до 26. март 2008.                 | Нигерија         |
| Победник квалификација ОФК en март 2008.                                                | Нови Зеланд      |

## Групе
| Група А                                             | Група Б                                           | Група Ц                                 | Група Д                                       |
| --------------------------------------------------- | ------------------------------------------------- | --------------------------------------- | --------------------------------------------- |
| Аргентина · Аустралија · Обала Слоноваче · Србија · | Јапан · Холандија · Нигерија · Сједињене Државе · | Белгија · Бразил · Кина · Нови Зеланд · | Хондурас · Италија · Камерун · Јужна Кореја · |

## Група A

### Резултати Групе A
| Датум      | Место                               | време | 1. екипа        | Резултат | 2. екипа        | Детаљи                                    |
| ---------- | ----------------------------------- | ----- | --------------- | -------- | --------------- | ----------------------------------------- |
| 7. август  | Стадион Шангај, Шангај              | 17,00 | Аустралија      | 1:1      | Србија          | Архивирано на веб-сајту (10. август 2008) |
|            |                                     | 19,45 | Обала Слоноваче | 1:2      | Аргентина       | Архивирано на веб-сајту (10. август 2008) |
| 10. август |                                     | 17,00 | Аргентина       | 1:0      | Аустралија      | Архивирано на веб-сајту (11. август 2008) |
|            |                                     | 19,45 | Србија          | 2:4      | Обала Слоноваче | Архивирано на веб-сајту (11. август 2008) |
| 13. август | Тијенђин Стадион олимпијског центра | 19,45 | Обала Слоноваче | 1:0      | Аустралија      | Архивирано на веб-сајту (31. август 2008) |
|            | Пекинг Workers' Stadium             | 19,45 | Аргентина       | 2:0      | Србија          | Архивирано на веб-сајту (31. август 2008) |

### Табела Групе A
| Пласман | Екипа           | И | П | Н | Г | ДГ | ПГ | ГР | Бодови |
| ------- | --------------- | - | - | - | - | -- | -- | -- | ------ |
| 1.      | Аргентина       | 3 | 3 | 0 | 0 | 5  | 1  | +4 | 9      |
| 2.      | Обала Слоноваче | 3 | 2 | 0 | 1 | 6  | 4  | +2 | 6      |
| 3.      | Аустралија      | 3 | 0 | 1 | 2 | 1  | 3  | -2 | 1      |
| 4.      | Србија          | 3 | 0 | 1 | 2 | 3  | 7  | -4 | 1      |

## Група Б

### Резултати Групе Б
| Датум      | Место                               | време | 1. екипа         | Резултат | 2. екипа         | Детаљи                                    |
| ---------- | ----------------------------------- | ----- | ---------------- | -------- | ---------------- | ----------------------------------------- |
| 7. август  | Тијенђин Стадион олимпијског центра | 17:00 | Јапан            | 0:1      | Сједињене Државе | Архивирано на веб-сајту (10. август 2008) |
|            |                                     | 19:45 | Холандија        | 0:0      | Нигерија         | Архивирано на веб-сајту (10. август 2008) |
| 10. август |                                     | 17:00 | Нигерија         | 2:1      | Јапан            | Архивирано на веб-сајту (12. август 2008) |
|            |                                     | 19;45 | Сједињене Државе | 2:2      | Холандија        | Архивирано на веб-сајту (11. август 2008) |
| 13. август | Шенјанг Олимпијски стадион Шенјанг  | 17:00 | Холандија        | 1:0      | Јапан            | Архивирано на веб-сајту (31. август 2008) |
|            | Пекинг Раднички стадион             | 17:00 | Нигерија         | 2:1      | Сједињене Државе | Архивирано на веб-сајту (31. август 2008) |

### Табела Групе Б
| Пласман | Екипа            | И | П | Н | Г | ДГ | ПГ | ГР | Бодови |
| ------- | ---------------- | - | - | - | - | -- | -- | -- | ------ |
| 1.      | Нигерија         | 3 | 2 | 1 | 0 | 4  | 2  | +2 | 7      |
| 2.      | Холандија        | 3 | 1 | 2 | 0 | 3  | 2  | +1 | 5      |
| 3.      | Сједињене Државе | 3 | 1 | 1 | 1 | 4  | 4  | 0  | 4      |
| 4.      | Јапан            | 3 | 0 | 0 | 3 | 1  | 4  | -3 | 0      |

## Група Ц

### Резултати Групе Ц
| Датум      | Место                                  | време | 1. екипа    | Резултат | 2. екипа    | Детаљи                                    |
| ---------- | -------------------------------------- | ----- | ----------- | -------- | ----------- | ----------------------------------------- |
| 7. август  | Шенјанг Олимпијски стадион Шенјанг     | 17,00 | Бразил      | 1:0      | Белгија     | Архивирано на веб-сајту (8. август 2008)  |
|            |                                        | 19,45 | Кина        | 1:1      | Нови Зеланд | Архивирано на веб-сајту (9. август 2008)  |
| 10. август |                                        | 17,00 | Нови Зеланд | 0:5      | Бразил      | Архивирано на веб-сајту (11. август 2008) |
|            |                                        | 19,45 | Белгија     | 2:0      | Кина        | Архивирано на веб-сајту (11. август 2008) |
| 13. август | Ћинхуангдао Стадион олимпијског центра | 19,45 | Кина        | 0:3      | Бразил      | Архивирано на веб-сајту (30. август 2008) |
|            | Шангај Шангајски стадион               | 19,45 | Нови Зеланд | 0:1      | Белгија     | Архивирано на веб-сајту (30. август 2008) |

### Табела Групе Ц
| Пласман | Екипа       | И | П | Н | Г | ДГ | ПГ | ГР | Бодови |
| ------- | ----------- | - | - | - | - | -- | -- | -- | ------ |
| 1.      | Бразил      | 3 | 3 | 0 | 0 | 9  | 0  | +9 | 9      |
| 2.      | Белгија     | 3 | 2 | 0 | 1 | 3  | 1  | +2 | 6      |
| 3.      | Кина        | 3 | 0 | 1 | 2 | 1  | 6  | -5 | 1      |
| 4.      | Нови Зеланд | 3 | 0 | 1 | 2 | 1  | 7  | -6 | 1      |

## Група Д

### Резултати Групе Д
| Датум      | Место                                  | време | 1. екипа     | Резултат | 2. екипа     | Детаљи                                    |
| ---------- | -------------------------------------- | ----- | ------------ | -------- | ------------ | ----------------------------------------- |
| 7. август  | Ћинхуангдао Стадион олимпијског центра | 17,00 | Хондурас     | 0:3      | Италија      | Архивирано на веб-сајту (10. август 2008) |
|            |                                        | 19,45 | Јужна Кореја | 1:1      | Камерун      | Архивирано на веб-сајту (10. август 2008) |
| 10. август |                                        | 17,00 | Камерун      | 1:0      | Хондурас     | Архивирано на веб-сајту (11. август 2008) |
|            |                                        | 19,45 | Италија      | 3:0      | Јужна Кореја | Архивирано на веб-сајту (11. август 2008) |
| 13. август | Шангај Шангајски стадион               | 17,00 | Јужна Кореја | 1:0      | Хондурас     | Архивирано на веб-сајту (31. август 2008) |
|            | Тијенђин Стадион олимпијског центра    | 17,00 | Камерун      | 0:0      | Италија      | Архивирано на веб-сајту (30. август 2008) |

### Табела Групе Д
| Пласман | Екипа        | И | П | Н | Г | ДГ | ПГ | ГР | Бодови |
| ------- | ------------ | - | - | - | - | -- | -- | -- | ------ |
| 1.      | Италија      | 3 | 2 | 1 | 0 | 6  | 0  | +6 | 7      |
| 2.      | Камерун      | 3 | 1 | 2 | 0 | 3  | 1  | +2 | 5      |
| 3.      | Јужна Кореја | 3 | 1 | 1 | 1 | 2  | 4  | -2 | 4      |
| 4.      | Хондурас     | 3 | 0 | 0 | 3 | 0  | 5  | -5 | 0      |

## Четвртфинале
| Датум      | Место                                  | време | 1. екипа  | Резултат       | 2. екипа        | Детаљи                                    |
| ---------- | -------------------------------------- | ----- | --------- | -------------- | --------------- | ----------------------------------------- |
| 16. август | Шенјанг Олимпијски стадион Шенјанг     | 18,00 | Бразил    | 2:0 продужетак | Камерун         | Архивирано на веб-сајту (30. август 2008) |
|            | Пекинг Раднички стадион                | 18,00 | Италија   | 2:3            | Белгија         | Архивирано на веб-сајту (31. август 2008) |
|            | Шангај Стадион Шангај                  | 21,00 | Аргентина | 2:1 продужетак | Холандија       | Архивирано на веб-сајту (31. август 2008) |
|            | Ћинхуангдао Стадион олимпијског центра | 21,00 | Нигерија  | 2:0            | Обала Слоноваче | Архивирано на веб-сајту (31. август 2008) |

## Полуфинале
| Датум      | Место                     | време | 1. екипа  | Резултат | 2. екипа | Детаљи                                       |
| ---------- | ------------------------- | ----- | --------- | -------- | -------- | -------------------------------------------- |
| 19. август | Шангај Шангајски стандард | 18,00 | Нигерија  | 4:1      | Белгија  | Архивирано на веб-сајту (13. септембар 2008) |
|            | Пекинг Workers' Stadium   | 21,00 | Аргентина | 3:0      | Бразил   | Архивирано на веб-сајту (28. октобар 2008)   |

## Утакмица за 3. место
| Датум      | Место                    | време | 1. екипа | Резултат | 2. екипа | Детаљи                                       |
| ---------- | ------------------------ | ----- | -------- | -------- | -------- | -------------------------------------------- |
| 22. август | Шангај Шангајски стадион | 18,00 | Белгија  | 0:3      | Бразил   | Архивирано на веб-сајту (12. септембар 2008) |

## Финале
| Датум      | Место  | време                        | 1. екипа | Резултат | 2. екипа | Детаљи    |                                            |
| ---------- | ------ | ---------------------------- | -------- | -------- | -------- | --------- | ------------------------------------------ |
| 23. август | Пекинг | Национални стадион у Пекингу | 12,00    | Нигерија | 0:1      | Аргентина | Архивирано на веб-сајту (28. октобар 2008) |

| 2° место Нигерија | Победник Олимпијског турнира у фудбалу Аргентина 2° титула | 3° место Бразил |

## Коначан распоред
| Поз. | Тим             | Иг | Д | Н | И | ГД | ГП | ГР  |
| ---- | --------------- | -- | - | - | - | -- | -- | --- |
| 1    | Аргентина       | 6  | 6 | 0 | 0 | 11 | 2  | +9  |
| 2    | Нигерија        | 6  | 4 | 1 | 1 | 10 | 4  | +6  |
| 3    | Бразил          | 6  | 5 | 0 | 1 | 14 | 3  | +11 |
| 4    | Белгија         | 6  | 3 | 0 | 3 | 7  | 10 | –3  |
| 5    | Италија         | 4  | 2 | 1 | 1 | 8  | 3  | +5  |
| 6    | Обала Слоноваче | 4  | 2 | 0 | 2 | 6  | 6  | 0   |
| 7    | Холандија       | 4  | 1 | 2 | 1 | 4  | 4  | 0   |
| 8    | Камерун         | 4  | 1 | 2 | 1 | 2  | 3  | –1  |
| 9    | САД             | 3  | 1 | 1 | 1 | 4  | 4  | 0   |
| 10   | Јужна Кореја    | 3  | 1 | 1 | 1 | 2  | 4  | −2  |
| 11   | Аустралија      | 3  | 0 | 1 | 2 | 1  | 3  | −2  |
| 12   | Србија          | 3  | 0 | 1 | 2 | 3  | 7  | −4  |
| 13   | Кина            | 3  | 0 | 1 | 2 | 1  | 6  | −5  |
| 14   | Нови Зеланд     | 3  | 0 | 1 | 2 | 1  | 7  | –6  |
| 15   | Јапан           | 3  | 0 | 0 | 3 | 1  | 4  | –3  |
| 16   | Хондурас        | 3  | 0 | 0 | 3 | 0  | 5  | –5  |

## Листа стрелаца
4 гола
- Ђузепе Роси

3 гола
- Муса Дембеле
- Виктор Обина

2 гола
| - Серхио Агверо - Езекијел Лавеци - Анхел ди Марија - Лионел Меси - Кевин Мираљес | - Дијего - Жо - Тијаго Невес - Роналдињо - Рафаел Собис | - Секоу Сисе - Саломон Калу - Џералд Сибон - Чинеду Обаси - Саша Кљештан |

1 гол
| - Лаутаро Акоста - Дијего Буонаноте - Хуан Роман Рикелме - Рубен Задкович - Лорен Симан - Фарис Харун - Андерсон - Ернанес - Марсело Вијеира - Алешандре Пато - Georges Mandjeck - Стефан Мбија | - Dong Fangzhuo - Жервињо - Роберт Аквафреша - Себастијан Ђовинко - Рикардо Монтоливо - Томазо Роки - Јохеи Тојода - Kim Dong-Jin - Park Chu-Young - Рајан Бабел - Отман Бакал | - Џереми Броки - Olubayo Adefemi - Виктор Аничебе - Петер Одемвинге - Chibuzor Okonkwo - Исак Промисе - Миљан Мрдаковић - Слободан Рајковић - Ђорђе Ракић - Џози Алтидоре - Стјуарт Холден |

Аутоголови
- Слободан Рајковић (против Обале Слоноваче)

## Састави екипа победница
| Злато  | Аргентина | Оскар Устари, Езекијел Гарај, Лусијано Фабијан, Пабло Забалета, Фернандо Гаго, Федерико Фацио, Хозе Ернесто Соса, Евер Банега, Езекијел Лавеци, Хуан Роман Рикелме (капитен), Анхел ди Марија, Николас Пареха, Лаутаро Акоста, Хавијер Маскерано, Лионел Меси, Серхио Агверо, Дијего Буананоте, Серхио Ромеро, Николас Наваро | Селектор: Серхио Батиста |
| Сребро | Нигерија  | Ambruse Vanzekin, Chibuzor Okonkwo, Onyekachi Apam, Dele Adeleye, Monday James, Chinedu Obasi, Sani Kaita, Victor Obinna, Isaac Promise (капитен), Solomon Okoronkwo, Oluwafemi Ajilore, Olubayo Adefemi, Peter Odemwingie, Efe Ambrose, Victor Anichebe, Emmanuel Ekpo, Ikechukwu Ezenwa, Oladapo Olufemi                    | Селектор: Samson Siasia  |
| Бронза | Бразил    | Дијего Алвеш, Ренан Брито Соарес, Рафиња, Алекс Силва, Тијаго Силва, Марсело Вијеира, Илсињо, Брено Борхес, Ернанес, Андерсон, Лукас Леива, Роналдињо (капитен), Рамирес, Дијего Рибас да Куња, Тијаго Невес, Алешандре Пато, Рафаел Собис, Жо                                                                                | Селектор: Карлос Дунга   |